# Средняя (река, Сахалин)
Средняя — река на острове Сахалин. Протекает по территории Анивского и Корсаковского районов Сахалинской области России. Длина реки — 37 км, площадь водосборного бассейна — 104 км².
Имеются различные данные по месту впадения реки — по одним данным впадает в бухту Лососей, тогда как по другим впадает в реку Сусуя.

## Данные водного реестра
По данным государственного водного реестра России относится к Амурскому бассейновому округу.
Код объекта в государственном водном реестре — 20050000112118300006275.